# 九和村
九和村（くわむら）は愛媛県越智郡にあった村である。
1954年（昭和29年）に鈍川村、鴨部村、竜岡村との4か村の合併により、玉川村となり、自治体としては消滅した。玉川村は1962年（昭和37年）に町制施行し玉川町となり、さらに平成の市町村合併で今治市となり、現在に至っている。

## 地理
現在の今治市の南部。高縄半島の内陸部。蒼社川の中流域。北は峠道で大井村に接している。
村名の由来
合併・発足前の9か村が「和」するという意味で「九和」とした。
川
蒼社川

## 歴史

### 沿革
- 1889年（明治22年）12月15日 - 町村制施行により、長谷、大野、三反地、法界寺、摺木、与和木、鍋地、桂、御厩の9か村が合併して、越智郡九和村発足。役場を大字大野におく。
- 1954年（昭和29年）3月31日 – 鈍川村、九和村、鴨部村、竜岡村の4か村の合併により玉川村となり、自治体としての歴史を閉じる。

```
九和村の系譜
（町村制実施以前の村）　（明治期）　　　　　　（昭和の合併）　　　（平成の合併）
　　　　　　　　　　　　町村制施行時
木地　　━━━┓
鈍川　　━━━╋━━━鈍川村━━━━━━━━┓
鬼原　　━━━┛　　　　　　　　　　　　　　┃
長谷　　━━━┓　　　　　　　　　　　　　　┃
大野　　━━━┫　　　　　　　　　　　　　　┃
三反地　━━━┫　　　　　　　　　　　　　　┃
法界寺　━━━┫　　　　　　　　　　　　　　┃
摺木　　━━━╋━━━九和村━━━━━━━━┫
与和木　━━━┫　　　　　　　　　　　　　　┃
鍋地　　━━━┫　　　　　　　　　　　　　　┃
桂　　　━━━┫　　　　　　　　　　　　　　┃昭和29年3月31日　昭和37年4月1日
御厩　　━━━┛　　　　　　　　　　　　　　┃　合併　　　　　　町制施行
畑寺　　━━━┓　　　　　　　　　　　　　　┣━玉川村━━━━━玉川町━━━━┓
高野　　━━━┫　　　　　　　　　　　　　　┃　　　　　　　　　　　　　　　　┃
中村　　━━━┫　　　　　　　　　　　　　　┃　　　　　　　　　　　　　　　　┃
小鴨部　━━━╋━━━鴨部村━━━━━━━━┫　　　　　　　　　　　　　　　　┃
別所　　━━━┫　　　　　　　　　　　　　　┃　　　　　　　　　　　　　　　　┃
八幡　　━━━┛　　　　　　　　　　　　　　┃　　　　　　　　　　　　　　　　┃
葛谷　　━━━┓　　　　　　　　　　　　　　┃　　　　　　　　　　　　　　　　┃
龍岡下　━━━╋━━━竜岡村━━━━━━━━┛　　　　　　　　　　　　　　　　┃
龍岡上　━━━┛　　　　　　　　　　　　　　　　　　　　　　　　　　　　　　　┃平成17年1月16日
　　　　　　　　　　　　　　　　　　　　　　　　　　　　　　　　　　　　　　　┃新設合併、新・今治市発足
　　　　　　　　　　　　　　　　　　　　　　　　　　　　　　　　　　今治市━━╋━━今治市
　　　　　　　　　　　　　　　　　　　　　　　　　　　　　　　　　　朝倉村━━┫
　　　　　　　　　　　　　　　　　　　　　　　　　　　　　　　　　　波方町━━┫
　　　　　　　　　　　　　　　　　　　　　　　　　　　　　　　　　　大西町━━┫
　　　　　　　　　　　　　　　　　　　　　　　　　　　　　　　　　　菊間町━━┫
　　　　　　　　　　　　　　　　　　　　　　　　　　　　　　　　　　吉海村━━┫
　　　　　　　　　　　　　　　　　　　　　　　　　　　　　　　　　　宮窪町━━┫
　　　　　　　　　　　　　　　　　　　　　　　　　　　　　　　　　　伯方町━━┫
　　　　　　　　　　　　　　　　　　　　　　　　　　　　　　　　　　上浦町━━┫
　　　　　　　　　　　　　　　　　　　　　　　　　　　　　　　　　　大三島町━┫
　　　　　　　　　　　　　　　　　　　　　　　　　　　　　　　　　　関前村━━┛

（注記）今治市以下の市町村の合併以前の系譜はそれぞれの市・町・村の記事を参照のこと。

```

## 地域
合併前の旧9村の名をそのまま大字として継承した。合併し玉川村、玉川町になっても継承された。
長谷（ながたに）、大野（おおの）、三反地（さんだんじ）、法界寺（ほうかいじ）、摺木（するぎ）、与和木（よわぎ、「與和木」とも書く）、鍋地（なべじ）、桂（かつら）、御厩（みまや）
なお、現在、今治市になってからの地名表記は「玉川町」に旧の大字を続ける。大字は省く。
例 今治市玉川町長谷

## 交通
鉄道は通っていない。